# Smithfield (Kentucky)
Smithfield és una població dels Estats Units a l'estat de Kentucky. Segons el cens del 2000 tenia 102 habitants.

## Demografia
Segons el cens del 2000, Smithfield tenia 102 habitants, 43 habitatges, i 26 famílies. La densitat de població era de 302,9 habitants/km².
Dels 43 habitatges en un 30,2% hi vivien nens de menys de 18 anys, en un 51,2% hi vivien parelles casades, en un 4,7% dones solteres, i en un 39,5% no eren unitats familiars. En el 37,2% dels habitatges hi vivien persones soles el 14% de les quals corresponia a persones de 65 anys o més que vivien soles. El nombre mitjà de persones vivint en cada habitatge era de 2,37 i el nombre mitjà de persones que vivien en cada família era de 3,19.
Per edats la població es repartia de la següent manera: un 28,4% tenia menys de 18 anys, un 8,8% entre 18 i 24, un 31,4% entre 25 i 44, un 23,5% de 45 a 60 i un 7,8% 65 anys o més.
L'edat mediana era de 29 anys. Per cada 100 dones de 18 o més anys hi havia 114,7 homes.
La renda mediana per habitatge era de 26.250 $ i la renda mediana per família de 48.750 $. Els homes tenien una renda mediana de 24.844 $ mentre que les dones 30.417 $. La renda per capita de la població era de 13.756 $. Entorn del 10% de les famílies i el 18,7% de la població estaven per davall del llindar de pobresa.

## Poblacions més properes
El següent diagrama mostra les poblacions més properes.